# Sarrebourg
Sarrebourg település Franciaországban, Moselle megyében. Lakosainak száma 12 274 fő (2022. január 1.). Sarrebourg Bébing, Buhl-Lorraine, Dolving, Haut-Clocher, Hesse, Imling, Réding és Sarraltroff községekkel határos.

## Népesség
A település népessége az elmúlt években az alábbi módon változott:
| Lakosok száma | 11 413 | 12 699 | 13 311 | 12 722 | 12 306 | 12 259 | 12 045 | 12 449 | 12 278 | 12 274 |
|               | 1968   | 1982   | 1990   | 2006   | 2013   | 2015   | 2017   | 2019   | 2020   | 2022   |